# Овімбунду
Овімбу́нду (мбунду) — народ групи банту в Анголі.

## Територія проживання і чисельність

Овімбунду на етнографічній мапі Анголи

Люди овімбунду живуть на центральному плоскогір'ї Анголи. 
Загальна чисельність — 3,3 млн осіб (кін. 1980-х років).

## Субетноси, мова і релігія
Овімбунду має субетнічне членування — біє(но), баїлундо, домбе, ханья, какоїда та інші.
Мова — умбунду слугує для міжплемінного спілкування в центральних та південних районах Анголи.
За релігією овімбунду — християни (католики та протестанти); частина зберігає традиційні вірування (культ предків та віра в духів).

## Історія
З кінця XVII століття овімбунду активно торгують з португальцями (раби, слонова кістка, віск, з кін. XIX ст. також каучук), споряджаючи каравани вглиб континенту. 
У XVIII — XIX ст.ст. в овімбунду склалися додержавні утворення на базі субетнічних груп народу — Баїлундо, Біє, Уамбо та ряд інших. 
Наприкінці XIX — початку XX ст.ст. чинили опір португальським колонізаторам.
Зі здобуттям Анголою незалежності від Португалії в 1975 році, в країні була розв'язана тривала і виснажлива Громадянська війна (1975-2002). Са́ме овімбунду стали головною силою одного з ворогуючих політичних угруповань УНІТА (протистояли чинній владі). Хуамбо (Huambo) і Куйто (Kuito), два найбільших міських осередки овімбунду були вщент зруйновані кривавими подіями 1992—94 років.

## Господарство
Основні традиційні заняття — ручне землеробство (кукурудза, сорго, просо, бобові, овочі, батат). Займаються також мисливством, збиральництвом і видобуванням солі. 
Розвинуті ремесла — обробка заліза, дерева; гончарство, плетіння, різьбярство тощо. 
У теперішній час чимало овімбунду живуть у містах, де працюють на підприємствах; тж. поширене відхідництво на плантації кави та цукрової тростини.